# Albrecht van Loo
Albrecht van Loo (* um 1472 in Den Haag; † 5. Januar 1525 ebenda) war ein niederländischer Amtsinhaber.

## Biografie
Albrecht van Loo wurde als Sohn des Dordrechter Pensionärs Albrecht van Loo und der Dieuwertje van Egmond van Cranenburch geboren. Verheiratet war er mit Maria Zwinters, einer Tochter des Pieter Zwinters und der Catharina Borre van Amerongen. Deren gemeinsamer Sohn Gerrit van Loo wurde grietman von Het Bildt sowie Ratsherr und Rentmeister von Friesland.
Albrecht van Loo studierte an den katholischen Universitäten von Löwen und Orléans. Ab 1505 bekleidete er in Dordrecht das Amt eines Stadtrichters. Beim Hof van Holland, Zeeland en West-Friesland war er zwischen den Jahren 1505 und 1508 stellvertretender Sekretär und zwischen 1510 und 1513 Ratsherr; sowie erneut zwischen den Jahren 1515 und 1524. Im Jahre 1513 wurde er mit dem höchsten Regierungsamt Hollands, dem Amt eines Landesadvokaten betraut. Dieses Amt hatte er bis in das Jahr 1524 inne. Die holländischen Stadtregierungen sahen seine beiden hohen Ämter, die Funktion als Landesadvokat von Holland und das Amt eines Ratsherren beim Hof van Holland, als unvereinbar und kritisierten ihn zusehends. Aber van Loo konnte die Macht bis kurz vor seinem Tod im Jahre 1525 in seinen Händen halten.